# Santuario della Madonna del Montegrappa
Il santuario della Madonna del Montegrappa  è una chiesa di Tuglie, in provincia di Lecce. È ubicata sulla collina sovrastante l'abitato.

## Storia
La chiesa fu realizzata per volere del sindaco Cesare Vergine che era un reduce della prima guerra mondiale ed aveva combattuto sulla Cima del Grappa. Il sindaco, devoto alla Madonna Ausiliatrice del Monte Grappa, fece costruire nel 1940 la chiesa sul piazzale della collina.

## Architettura
La chiesa è a pianta circolare, di piccole dimensioni. Il campanile annesso fu costruito nel 1954 ed inaugurato il 5 agosto, giorno della festività di Maria Ausiliatrice venerata nel Santuario. Ai piedi della chiesa si trova il parco delle Rimembranze e il sacrario dei Caduti, che furono ultimati nel 1948 insieme alla gradinata con la Via Crucis. La statua della Madonna, custodita all'interno della chiesa, è una copia in legno di quella mutilata che si trova sul Monte Grappa, scolpita nel 1958 dall'artista Franz Senoner della val Gardena. Nel 1970 fu realizzato un busto in bronzo che rappresenta il fondatore Cesare Vergine.